# Mandukasana

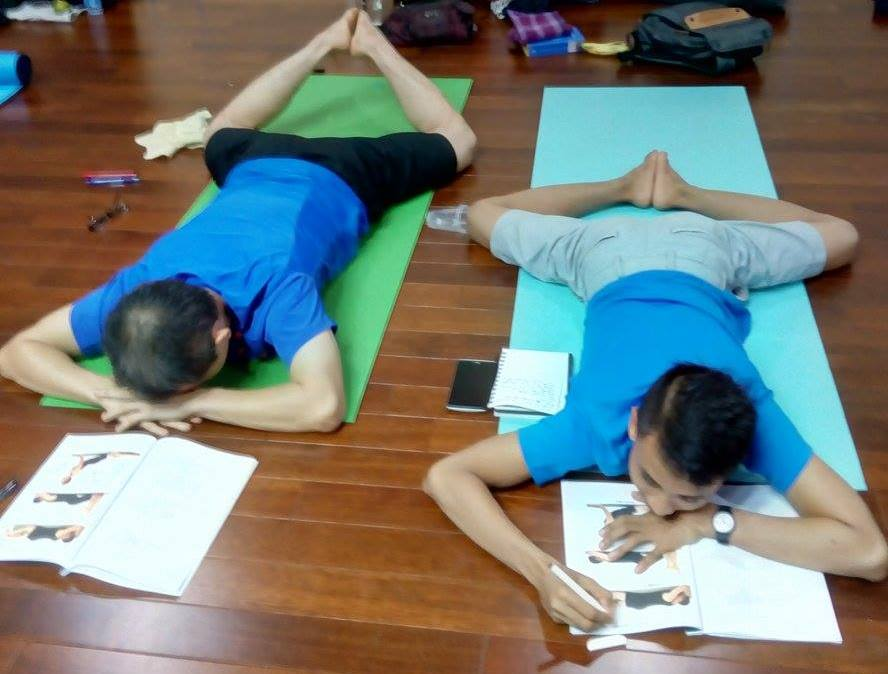
Mandukasana

Mandukasana ovvero posizione della rana, è una posizione seduta di Hatha Yoga. Deriva dal sanscrito "manduka" che significa "rana" e "āsana" che significa "posizione".

## Scopo della posizione
La posizione ha lo scopo di rafforzare le gambe, le anche, le ginocchia ed i piedi e di donare una corretta posizione alla schiena.

## Posizione
Partendo dalla posizione in ginocchio, inspirando, allargare quanto possibile le ginocchia portando i piedi dietro la schiena sino a far toccare gli alluci. Espirando, sedersi delicatamente sui piedi. Portare le mani sulle cosce e respirare lentamente e profondamente nell'addome.